# 마틴 C. 스트롱
마틴 찰스 스트롱(영어: Martin Charles Strong)은 스코틀랜드의 음악 역사학자로 그레이트 록 디스코그래피(영어: The Great Rock Discography) 등의 저서를 낸 것으로 알려져 있다. 스트롱은 브로드시트 신문에 "칭송받는 매머드 디스코그래피 편집자"와 "한 개인의 건강함보다 록 음악에 대해 더 많이 아는 사람" 등으로 소개되어 왔다.

## 경력
스트롱은 1980년대 초반부터 음악을 광범위하게 연구해왔으며, 2004년에는 주당 70시간을 할애하고 있다.
스트롱은 음악가들의 디스코그래피를 모아놓은 그레이트 록 디스코그래피로 가장 잘 알려져 있다. 미국의 음악 평론가 로버트 크리스트가우는 책을 3대 록 음악 백과사전 중 하나로 추천했으며, "가장 광적인 완성도"를 가진 책이라고 묘사하였다. 작가 이언 랭킨은 "모든 사람이 읽어야 할 5권의 책" 중 하나로 꼽았고, "어떤 무인도에 있든 행복하게 할 수 있는 훌륭한 책"이라고 언급했다. 2006년에는 축약판인 에센셜 록 디스코그래피(영어: The Essential Rock Discography)로 나왔다.
스트롱은 또한 그레이트 메탈 디스코그래피 (2판), 그레이트 사이키델릭, 그레이트 얼터너티브 & 인디, 라이츠, 카메라, 사운드트랙을 썼다. 이 시리즈는 캐논게이트 북스에서 출판되었다. 2002년에는 현대 스코틀랜드의 음악사를 다루는 그레이트 스코츠 뮤지코그래피가 발간됐다. 스트롱의 마지막 서적은 2010년과 2011년에 발간된 그레이트 포크 디스코그래피이다. 그레이트 포크 디스코그래피는 3부작에 나누어 발간될 예정이었지만 켈트 편은 보류되었다. 현재는 그레이트 록 바이블이라고 불리는 온라인 사이트를 만들었다.
책과 함께 스트롱은 리스트, 레코드 컬렉터, 송라인스, HMV 초이스, 러프 가이드 시리즈 등에서 글을 써왔다. 2003년에는 지미 클리프의 앤솔로지 발매에 참여하였다.

## 사생활
스트롱은 페어커크에 거주하고 있으며, 3명의 딸이 있다.